# Polinucleòtid

Exemple de polinucleòtid (ADN)

Polinucleòtid és una molècula orgànica del polímer compost per monòmers de nucleòtids units covalentment en règim de servitud en una cadena. L'ADN (àcid desoxiribonucleic) i ARN (àcid ribonucleic) són exemples de polinucleòtids amb diferents funcions biològiques. El prefix poli ve del grec antic πολυς (polys, molts).

## En en els organismes
Els polinucleòtids es produeixen de manera natural en tots els organismes vius. El genoma d'un organisme consta de parells complementaris enormement llarg de polinucleòtids disposats tridimensionalment en forma d'hèlix. Els polinucleòtids tenen una varietat d'altres funcions en els organismes.

## En experiments científics
Els polinucleòtids s'utilitzen en experiments bioquímics tals com la reacció en cadena de polimerasa (PCR) o la seqüenciació de l'ADN. Els polinucleòtids es fan artificialment a partir d'oligonucleòtids, petites cadenes de nucleòtids en general, amb menys de 30 subunitats. Un enzim polimerasa s'utilitza per estendre la cadena per l'addició de nucleòtids d'acord amb un patró especificat pel científic.